# Milan Barényi
Milan Barényi (* 14. Januar 1974 in Bojnice) ist ein ehemaliger slowakischer Radrennfahrer, der im Cyclocross, mit dem Mountainbike und auf der Straße aktiv war.

## Sportlicher Werdegang
Im Cyclocross errang Milan Barényi seine Erfolge vorrangig auf nationaler Ebene. Insgesamt stand er elfmal auf dem Podium der nationalen Meisterschaften in der Elite, davon viermal als Sieger. 2009 gewann er im heimischen Podbrezová das einzige internationale Crossrennen seiner Karriere. Bestes Ergebnis bei Weltmeisterschaften war der 14. Platz im Jahr 2006, im Weltcup ein 18. Platz 2006 in Treviso.
Im Mountainbikesport errang Barényi drei Titel im olympischen Cross-Country und im MTB-Marathon. 2007 gewann er das Mountainbikerennen Orfu Kupa in Ungarn. Auf der Straße nahm Barényi vereinzelt an Rennen teil und war dabei bei der Tour du Cameroun wiederholt erfolgreich. 2009 und 2011 gewann er jeweils eine Etappe und beendete 2009 die Rundfahrt auf dem zweiten Platz in der Gesamtwertung hinter dem Briten David Clarke. 2010 gewann er diese Rundfahrt.
2014 wurde Barényi vorerst letztmalig in den Ergebnislisten der UCI geführt. 2023 trat er nochmals in Erscheinung als slowakischer Meister im E-MTB Cross-Country, 2024 nahm er an den MTB-Weltmeisterschaften in dieser Disziplin teil.

## Erfolge

### Cyclocross
2004/05
- Slowakischer Meister

2005/06
- Slowakischer Meister

2007/08
- Slowakischer Meister

2008/09
- Slowakischer Meister

2009/2010
- Cyclo-Cross International Podbrezová, Podbrezová

### Mountainbike
2005
- Slowakischer Meister – Cross Country XCO

2010
- Slowakischer Meister – MTB-Marathon XCM

2011
- Slowakischer Meister – MTB-Marathon XCM

2005
- Slowakischer Meister – E-MTB Cross-Country

### Straße
2009
- eine Etappe Tour du Cameroun

2010
- Gesamtwertung Tour du Cameroun

2012
- eine Etappe Tour du Cameroun